# Comète perdue

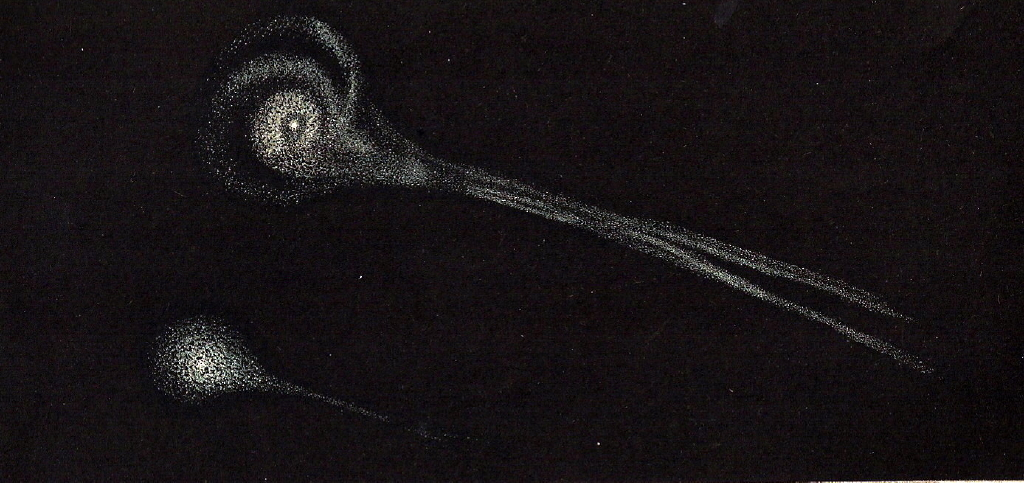
Comète de Biela en février 1846, peu après sa séparation en 2 morceaux.

Une comète perdue est une comète préalablement observée et qui a disparu lors de son dernier passage au périhélie, généralement parce que les données recueillies sont insuffisantes pour déterminer adéquatement sa trajectoire et prédire sa position. 
Les comètes perdues peuvent être comparées aux astéroïdes perdus, bien que les calculs concernant les orbites des comètes diffèrent par la présence en jeu de forces non-gravitationnelles, telle l'émission de gaz par le noyau.
Certains astronomes se sont spécialisés dans ce domaine. L'un d'eux, Brian G. Marsden, a prédit avec succès le retour de la comète perdue Swift-Tuttle en 1992.
D'autres phénomènes peuvent entraîner la perte d'une comète.

## Passage au périhélie
Lorsqu'une comète passe très près du Soleil, comme les comètes rasantes, elles peuvent s'évaporer, se fragmenter ou fusionner avec l'étoile.

## Collision avec une planète
Certaines comètes terminent leur course en entrant en collision avec une planète, principalement Jupiter. C'est ce qui est arrivé notamment à Shoemaker-Levy 9.

## Transformation en astéroïde
Certaines comètes, après avoir fait des milliers de fois le tour du Soleil, perdent leurs composés volatils en surface, ce qui les empêche d'émettre ultérieurement des gaz et elles deviennent des astéroïdes. Cela est notamment le cas d'Hypnos.

## Liste des comètes périodiques perdues (D/)
- 3D/Biela
- 5D/Brorsen
- 18D/Perrine-Mrkos
- 20D/Westphal
- 25D/Néouïmine
- 34D/Gale
- 75D/Kohoutek
- 83D/Russell
- D/1766 G1 (Helfenzrieder)
- D/1770 L1 (Lexell)
- D/1884 O1 (Barnard)
- D/1886 K1 (Brooks)
- D/1894 F1 (Denning), identifié en 2024 comme ayant été retrouvé en 2007 en tant que 2007 HE4 et depuis désignée 489P/Denning
- D/1895 Q1 (Swift)
- D/1918 W1 (Schorr)
- D/1952 B1 (Harrington-Wilson)
- D/1977 C1 (Skiff-Kosai)
- D/1978 R1 (Haneda-Campos)
- D/1993 F2 (Shoemaker-Levy) (= Shoemaker-Levy 9) et ses multiples fragments